# Первое правительство Израиля
Первое правительство Израиля (ивр. ממשלת ישראל הראשונה‎) было сформировано Давидом Бен-Гурионом 8 марта 1949 года, спустя полтора месяца после выборов в Кнессет 1-го созыва. В состав кабинета входило 12 министров, кабинет был создан на основе коалиции партии МАПАЙ с Объединенным религиозным фронтом, Прогрессивной партией, Объединением сефардов и восточных евреев и Демократическим списком Назарета.
Бен-Гурион подал в отставку с поста премьера 15 октября 1950 года из-за разногласий с Объединённым религиозным фронтом, обвинившим его в назначении предпринимателя на пост министра торговли и промышленности, а также по вопросам создания лагерей для новых иммигрантов. По закону отставка премьер-министра влечет отставку всего кабинета. После подачи в отставку правительство действовало ещё 16 дней — пока не было сформировано новое правительство.

## Состав правительства
| Первое правительство Израиля                                      | Первое правительство Израиля | Первое правительство Израиля            |
| Должность                                                         | Имя, фамилия                 | Партия                                  |
| ----------------------------------------------------------------- | ---------------------------- | --------------------------------------- |
| Премьер-министр Министр обороны                                   | Давид Бен-Гурион             | МАПАЙ                                   |
| Министр сельского хозяйства Министр нормирования и снабжения      | Дов Йосеф                    | МАПАЙ                                   |
| Министр образования и культуры                                    | Залман Шазар                 | МАПАЙ                                   |
| Министр иностранных дел                                           | Моше Шарет                   | МАПАЙ                                   |
| Министр финансов Министр торговли и промышленности                | Элиэзер Каплан               | МАПАЙ                                   |
| Министр здравоохранения Министр внутренних дел Министр иммиграции | Хаим Моше Шапира             | Объединенный религиозный фронт          |
| Министр юстиции                                                   | Пинхас Розен                 | Прогрессивная партия                    |
| Министр труда и социальной защиты                                 | Голда Меир                   | МАПАЙ                                   |
| Министр внутренней безопасности                                   | Бехор-Шалом Шитрит           | Объединение сефардов и восточных евреев |
| Министр по делам религий и жертв войны                            | Иегуда-Лейб Фишман Маймон    | Объединенный религиозный фронт          |
| Министр транспорта                                                | Давид Ремез                  | МАПАЙ                                   |
| Министр благосостояния                                            | Ицхак-Мэир Левин             | Объединенный религиозный фронт          |